# 皮德米海利亞
48°59′49″N 24°24′19″E / 48.99694°N 24.40528°E
皮德米海利亞（羅馬化：Pidmykhailia）是烏克蘭的村落，位於該國西部伊萬諾-弗蘭科夫斯克州，由卡盧什區負責管轄，始建於1453年，面積18.56平方公里，2001年人口2,845。